# Infanterie-Division Milowitz
Die Infanterie-Division Milowitz war eine deutsche Infanteriedivision im Zweiten Weltkrieg.

## Geschichte

### Aufstellung
Die Infanterie-Division Milowitz wurde am 27. Januar 1944 als sogenannte Schatten-Division im Zuge der 24. Aufstellungswelle im Wehrkreis XIII aufgestellt. Die Aufstellung erfolgte auf dem Truppenübungsplatz Milowitz, nordöstlich von Prag, aus Teilen der 173. Reserve-Division. Ursprünglich war geplant die Division in die gleichzeitig aufgestellte 74. Infanterie-Division einzugliedern. Dieser Plan wurde aber Anfang Februar aufgegeben und die 74. Infanterie-Division nicht aufgestellt.
Die 74. Infanterie-Division war ursprünglich ab 30. Dezember 1943 mit den Regimentern 1031 bis 1033 vorgesehen. Eine Aufstellung der Regimenter erfolgte aber bis zur Aufgabe der Aufstellung nicht.

### Abgabe von Truppenteilen für die Auffrischung der 320. und 106. ID
Die Division wurde im Februar 1944 nach Russland geschickt und Teile wurden der 320. Infanterie-Division zugewiesen. Weitere Teile kamen im gleichen Monat zur 106. Infanterie-Division.

### Abgabe von Truppenteilen für die Auffrischung der 389. ID
Am 11. März 1944 wurde die restlichen Teile der Infanterie-Division Milowitz bis auf den Divisionsstab zur Auffrischung der vorher stark dezimierten 389. Infanterie-Division eingesetzt.

### Auflösung durch Verwendung der Reste für die Aufstellung der 237. ID
Der Divisionsstab wurde an den Aufstellungsort zurückgeschickt und bildete Mitte Juni, Anfang Juli 1944 den Stab der neu aufgestellten 237. Infanterie-Division.

## Gliederung
- Grenadier-Regiment Milowitz 1
- Grenadier-Regiment Milowitz 2
- Artillerie-Bataillon Milowitz, gemeinsam auch in der 74. Infanterie-Division
- Pionier-Bataillon Milowitz, gemeinsam auch in der 74. Infanterie-Division